# Atach Tatuq
Atach Tatuq est un groupe de hip-hop canadien, originaire de Montréal, au Québec. 
Le groupe se forme en 1998 sous le nom initial de Traumaturges, et publie un premier album intitulé Suce mon index. Des amis viennent compléter le groupe et ce dernier est rebaptisé Atach Tatuq. En 2003, le groupe publie La guerre des tuqs. Il termine en 2005 avec l'album à succès Deluxxx, après lequel le groupe se dissout.

## Biographie
Le groupe se forme initialement sous le nom de Traumaturges en 1998 par Rass, Égypto, L’Intrus, Khyro et DJ Naes. Sous ce nom, il publie un premier album intitulé Suce mon index,. Ce n'est qu'à partir de 2001 que le groupe change de nom pour Atach Tatuq lorsque ce dernier est rejoint par des amis connexes et derniers membres, les rappeurs Arnak, Casco, Dee, RU, le DJ Ephiks, le producteur 1-2 d’Piq et les danseurs/b-boys Omegatron et Sywalker.
Après la formation de Atach Tatuq, les membres publient leur deuxième album, intitulé La guerre des tuqs, en 2003. L'album rencontre le succès grâce notamment au single/vidéoclip Y'a trop de shits, classé premier du top 5 franco de MusiquePlus pendant plusieurs semaines. Cependant, le collectif se retrouve en butte à des difficultés financières avec son label AT Musique. En 2004, le groupe commence l’écriture, la composition et l’enregistrement de son troisième album. Il en découle Deluxxx, publié en 2005, qui remporte un Prix Félix dans la catégorie « album hip-hop de l'année » 2006,. Deluxxx contient des influences funk et jazz et des singles tels que L'Homme déçu en featuring avec Khyro, et La Symphonie d'ma discorde intérieure avec Égypto.
À la suite de cet album, le groupe se scinde certains membres décidant de continuer en solo. Deux nouveaux groupes en sortiront, le Dézèd et Payz Play. En avril 2016, Atach Tatuq réédite en format vinyle les 21 titres de son dernier album, Deluxxx.

## Discographie
- 2000 : Suce mon index (sous Traumaturges)
- 2003 : La guerre des tuqs
- 2005 : Deluxxx
- 2016 : Deluxxx (réédition)